# 12号美国国道桥
12号美国国道桥（英語：US 12 Bridges）是一座12号美国国道（US12）上跨94號州際公路（I-94）的桥以及一系列匝道桥，位于密歇根州迪尔伯恩，于2000年列入美国國家史蹟名錄。

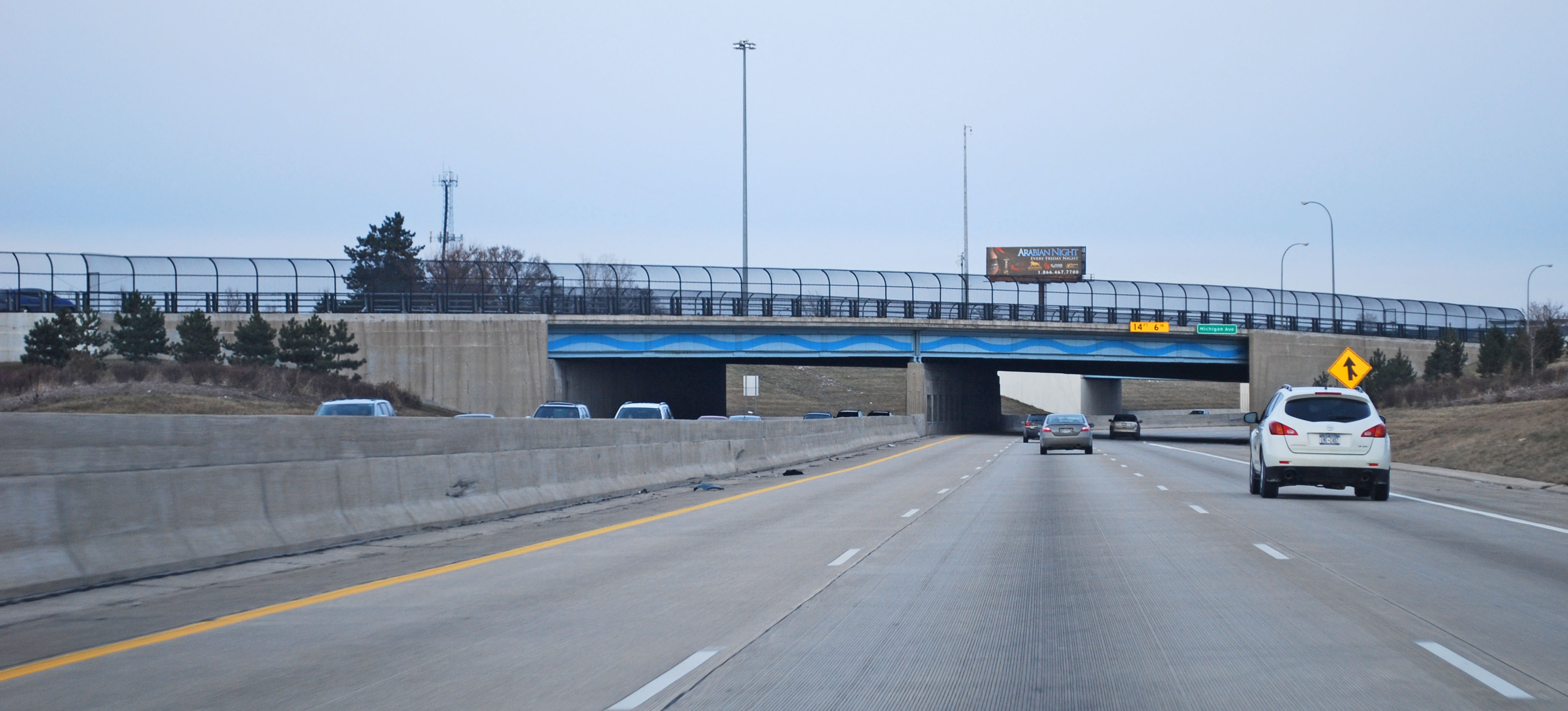
I94的东侧

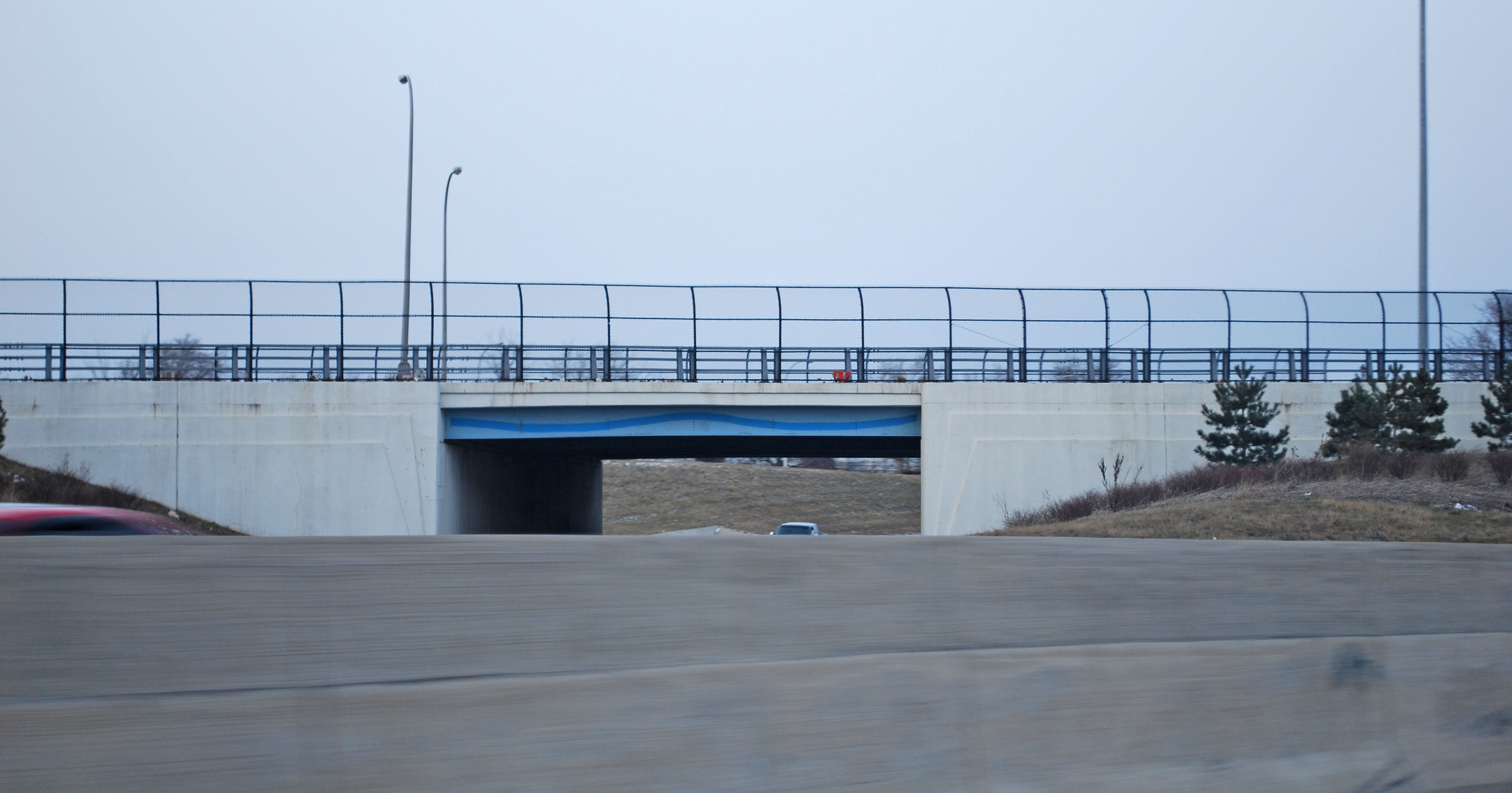
匝道桥